# Star Trek
Star Trek (Brasil: Jornada nas Estrelas / Portugal: O Caminho das Estrelas) é uma  franquia de entretenimento do tipo space opera norte-americana criada por Gene Roddenberry. A franquia iniciou-se como uma série de televisão em 1966, originalmente chamada Star Trek, mas posteriormente renomeada para Star Trek: The Original Series, seguida por histórias derivadas entre outras. Star Trek se tornou um fenômeno mundial da cultura pop. Desde sua criação, a franquia se expandiu para vários meios, incluindo filmes, séries de televisão, brinquedos, videogames, romances e histórias em quadrinhos, e se tornou uma das franquias de mídia mais reconhecidas e de maior bilheteria de todos os tempos. A série conta com 14 filmes e 12 séries lançados em todo mundo.
A expansão da franquia, com Alex Kurtzman, começou em junho de 2018, e Mike McMahan foi contratado para a equipe do Lower Decks em outubro daquele ano, quando encomendou duas temporadas para a série. O trabalho de animação começou em fevereiro seguinte e passou a ocorrer remotamente em março de 2020, devido à pandemia de COVID-19. A primeira temporada de Star Trek: Lower Decks foi lançada no dia 6 de agosto de 2020 e consiste em 10 episódios.
As séries de televisão são consideradas parte da mitologia de Star Trek, apesar de existir um debate acerca da posição de The Animated Series no cânone da franquia. Em 2017 veio ao ar a sétima série de televisão derivada, sob o título Star Trek: Discovery  filmada pelos studios CBS. O cânone de Star Trek também inclui uma série de filmes. Apesar de a resposta da crítica ter variado de série para série e filme para filme, Star Trek já venceu e foi indicada a vários prêmios e honrarias. O sucesso das séries de televisão e dos filmes levou a uma ampla gama de outros spin-offs, como jogos eletrônicos, romances, brinquedos, uma atração temática em Las Vegas e pelo menos duas exibições em museus. Desde então a franquia se tornou um fenômeno cultural, iniciou a criação da língua klingon, adquiriu uma grande base de fãs e já foi referenciada e parodiada inúmeras vezes na cultura popular.
Roddenberry tirou inspiração de faroestes como Wagon Train,  junto com referências ao romance As Viagens de Gulliver para a história de aventura e o conto moral. O Star Trek original seguia as aventuras interestelares do Capitão James T. Kirk e sua tripulação dentro de uma nave espacial da Federação Unida dos Planetas: a USS Enterprise. Depois do piloto original, "The Cage", com um elenco quase totalmente diferente, ter sido rejeitado, a série estreou em 1966 na NBC, tendo três temporadas. Após o lançamento de outras séries, o primeiro programa ganhou o retrônimo de Star Trek: The Original Series para diferenciá-lo do resto da crescente franquia. Essas aventuras continuaram em Star Trek: The Animated Series e em seis filmes para o cinema. Outras quatro séries foram eventualmente produzidas, baseadas no mesmo universo mas com personagens diferentes: Star Trek: The Next Generation seguia a tripulação de uma outra Enterprise, anos após a original; Star Trek: Deep Space Nine e Star Trek: Voyager eram contemporâneas aos eventos de The Next Generation; e Star Trek: Enterprise se passava anos antes da original, nos primeiros dias das viagens interplanetárias humanas. Outros quatro filmes foram produzidos, estrelados pelo elenco da The Next Generation.  Em 2009 a Paramount revitalizou a franquia iniciando uma nova série cinematográfica de Star Trek. Passando-se em linha de tempo alternativa, uma jovem tripulação da Enterprise original assume o comando com novos atores interpretando os personagens clássicos. A nova fase já conta com 3 filmes, Star Trek (2009), Star Trek: Além da Escuridão (2012) e Star Trek: Sem Fronteiras (2016).
O Star Trek original era inicialmente produzido pela Desilu Productions. Com a junção da Desilu com a Paramount Pictures, o estúdio assumiu o controle da franquia. Em 2006, os direitos foram transferidos para a CBS quando ela se separou da Viacom, dona da Paramount. Entretanto, alguns aspectos como os filmes e os direitos de distribuição dos DVDs ainda permanecem com a Paramount.
No Brasil, a série chegou no final dos anos 60, pela extinta TV Excelsior, que adquiriu os direitos de apresentação dos dois primeiros anos, no horário das 22h. Após o fim da emissora, a série foi reexibida pela Bandeirantes, Manchete, Record, RedeTV! e, por último, pela Rede 21. Na TV por assinatura, a Universal (antiga USA) passou não somente a Série Clássica como A Nova Geração, Deep Space Nine e Voyager, sendo que Enterprise ficou com a AXN.

## Concepção e enredo
| “ | "Jornada" significa caminhar, viajar. E o nome Jornada nas Estrelas realmente significa viajar de uma estrela para outra. Sabia que era o nome certo porque, quando o mencionei pela primeira vez aos executivos da emissora, eles falaram: "Não gostamos". | ” |

No começo de 1961, Gene Roddenberry fez um rascunho de uma série de ficção científica que se tornaria Star Trek. Apesar dele ter promovido a série como um faroeste no espaço, chamando-a de "Carruagem para as Estrelas"—ele na verdade se inspirou em As Viagens de Gulliver, de Jonathan Swift, querendo que cada episódio tivesse dois níveis, uma história de suspense e aventura, e uma história que transmitisse um valor moral.

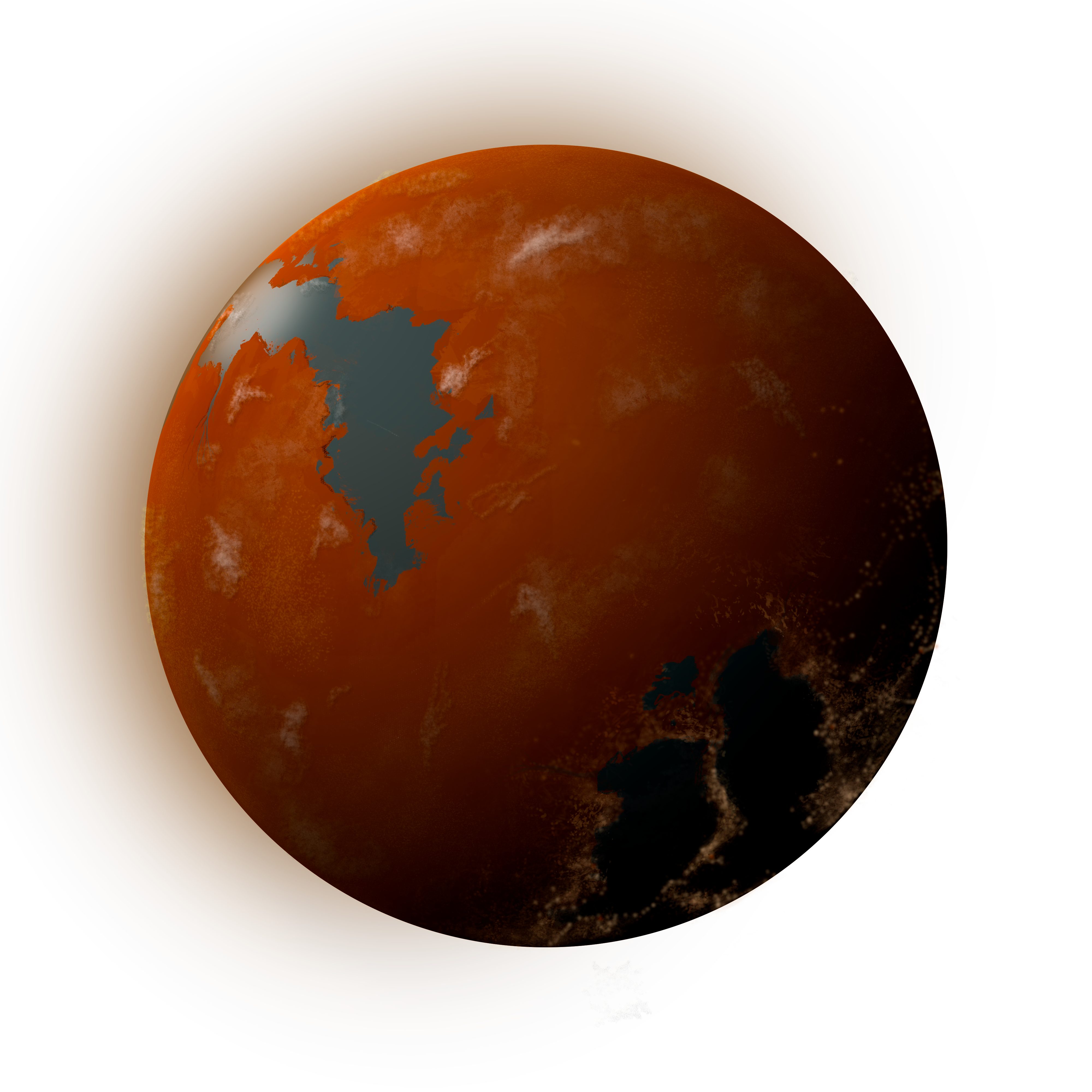
Vulcano, planeta lar dos vulcanos retratado numa fanart.

As histórias de Star Trek normalmente mostram as aventuras de humanos e alienígenas que servem a Frota Estelar, uma armada pacífica que serve a Federação Unida dos Planetas. Os personagens são essencialmente altruístas, cujos ideais são aplicados nos dilemas apresentados na série. Os conflitos apresentados em Star Trek às vezes representam uma alegoria para conflitos contemporâneos: a série original discute questões da década de 1960, assim como seus spin-offs refletem as questões de suas respectivas décadas. Questões refletidas nas séries incluem: guerra e paz, lealdade, autoritarismo, imperialismo, economia, racismo, existencialismo, religião, direitos humanos, sexismo, feminismo e o papel da tecnologia. Roddenberry disse: "[Ao criar] um novo mundo com novas regras, eu podia discutir sobre sexo, religião, Vietnã, política e mísseis intercontinentais. Realmente, nós as colocamos em Star Trek: nós estávamos mandando mensagens e felizmente elas passaram pela emissora".
Roddenberry desejava mostrar o que a humanidade poderia se transformar se eles tivessem aprendido com as lições do passado, mais especificamente terminando com a violência. Um bom exemplo são os vulcanos, um povo que teve um passado bem violento porém aprenderam a controlar suas emoções. Roddenberry também queria colocar uma mensagem contra a guerra, como também mostrar a Federação Unida dos Planetas como se fosse uma versão otimista e ideal das Nações Unidas.

## Histórico de produção

### Começo

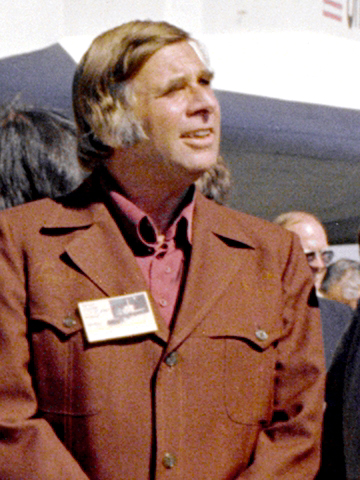
O criador de Star Trek, produtor e roteirista Gene Roddenberry.

Em 1964, Roddenberry fez uma proposta para a série original de Star Trek para a Desilu Productions. O primeiro piloto, "The Cage", estrelando Jeffrey Hunter como o Capitão Christopher Pike da nave estelar USS Enterprise, foi rejeitado pela emissora; entretanto, os executivos da Desilu ficaram impressionados com o conceito e tomaram a decisão incomum de encomendar um segundo piloto, "Where No Man Has Gone Before", que foi aceito.
A ameaça de cancelamento apareceu durante a segunda temporada da série. Os fãs da série, liderados por Bjo Trimble, conduziram uma campanha de cartas sem precedentes pedindo que a NBC mantivesse o programa no ar. A NBC renovou o programa, porém mudou o dia de exibição para sexta-feira e o orçamento foi reduzido. Roddenberry reduziu seu envolvimento na série antes do início da temporada para protestar contra a mudança de horário. Ele foi substituído por Fred Freiberger.
A série foi cancelada ao final de sua terceira temporada, apesar de protestos e outra campanha de cartas. O departamento de publicidade da emissora reclamou que o cancelamento da série foi prematuro.

### Renascimento
Quando o programa foi cancelado, a Paramount Pictures esperava recuperar suas perdas na produção vendendo os direitos do programa para a sindicação. A série começou suas reprises em 1969 e no final da década de 1970, já havia sido vendida para 150 mercados americanos e 60 internacionais. O programa desenvolveu um seguimento cult e os rumores que a franquia iria ser reiniciada surgiram.
A primeira nova série de Star Trek foi Star Trek: The Animated Series. A série foi produzida pela Filmation em associação com a Paramount e teve duas temporadas que foram ao ar nas manhãs de sábado de 1973 a 1974 na NBC, tendo 22 episódios de meia hora. A popularidade de Star Trek na sindicação levou a Paramount e Roddenberry a desenvolver uma nova série, Star Trek: Phase II.
Após o sucesso dos filmes Star Wars e Close Encounters of the Third Kind, o piloto planejado de Phase II foi adaptado no filme Star Trek: The Motion Picture. Lançado em 1979, arrecadou US$ 139 milhões na bilheteria, um pouco abaixo das expectativas do estúdio mas o suficiente para um sequência ser encomendada. A Paramount forçou Roddenberry a sair do controle criativo das futuras sequências. No total, seis filmes de Star Trek foram produzidos entre 1979 e 1991.
Em resposta a popularidade de Star Trek no cinema, a franquia retornou a televisão com Star Trek: The Next Generation, em 1987. O programa foi transmitido originalmente por sindicação ao invés de uma grande emissora.

### Depois de Roddenberry
Roddenberry morreu em 24 de outubro de 1991, deixando o produtor executivo Rick Berman no controle da franquia. A The Next Generation tinha os maiores índices de audiência de qualquer série de Star Trek. Em resposta ao sucesso de TNG, a Paramount começou a desenvolver um spin-off, Star Trek: Deep Space Nine, que foi lançada em 1993. Apesar de nunca ter sido tão popular como TNG, sua audiência foi o suficiente para durar sete temporadas., terminando em 1999.
Em janeiro de 1995, alguns meses após o final de TNG, uma quarta série de televisão, Star Trek: Voyager, foi lançada. A saturação de Star Trek chegou ao máximo na década de 1990, com DS9 e VOY indo ao ar simultaneamente e três filmes da TNG sendo lançados em 1994, 1996 e 1998. Voyager foi ao ar pela UPN, se tornando a primeira série de Star Trek a ir ao ar por uma grande emissora desde a série original. Voyager também teve sete temporadas e terminou em 2001.
Um nova série prequela, Star Trek: Enterprise, que se passava antes da série original, foi produzida ao final de Voyager. Enterprise não teve altas audiências como seus antecessores e em sua terceira temporada houve ameaças de cancelamento. Fãs criaram campanhas, similar a aquela que salvou a terceira temporada da série original, para impedir o cancelamento da série. A Paramount renovou a série porém a moveu para o "horário da morte" de sexta-feira. Como a série original, a audiência de Enterprise continuou a cair e ao final de sua quarta temporada ela foi cancelada pela UPN. Seu cancelamento encerrou o período de 18 anos de produção ininterrupta de programas de Star Trek. Isso, junto com o fracasso de bilheteria de Star Trek Nemesis (2002) levou-se a acreditar que a franquia estava terminada. Berman, que havia sido responsável por muito do sucesso da franquia, saiu do controle de Star Trek ao final de Enterprise.

### Reinício
Em 2007, a Paramount contratou um novo time criativo para reiniciar a franquia. Roteiristas Roberto Orci e Alex Kurtzman e o produtor J. J. Abrams receberam liberdade total para reinventar Star Trek. Um décimo primeiro filme, Star Trek, foi lançado em maio de 2009. O filme teve uma campanha de divulgação mirada nos não-fãs da série. Star Trek obteve sucesso de críticas e bilheteria, se tornando o filme da franquia mais rentável da história. Entre as realizações do filme, está o primeiro Oscar da série (Melhor Maquiagem). O elenco principal do filme têm contrato para mais duas sequências, com a primeira sendo lançada em 2012, Star Trek: Além da Escuridão (2012), e o segundo, sem Abrams, para comemorar os 50 anos da franquia,  Star Trek: Sem Fronteiras (2016).

## Televisão
O núcleo da franquia Star Trek consiste em seis séries de televisão: The Original Series, The Animated Series, The Next Generation, Deep Space Nine, Voyager e Enterprise, Star Trek: Discovery . No total são 716 episódios produzidos em 30 temporadas de televisão para mais de 530 horas de entretenimento.
A CBS lançou em 2017. A nova série de TV será a sétima da franquia, intitulada "Star Trek: Discovery". Nos EUA, a série é exibida pela CBS e o restante dos episódios são exibidos exclusivamente pelo serviço de transmissão por internet (streaming) CBS All Acess. No restante do mundo os episódios estão disponíveis pela Netflix aproximadamente 24 horas após a exibição norte-americana. A série terá produção executiva de Bryan Fuller (Hannibal) e Rod Roddenberry (filho de Gene Roddenberry) e coprodução de Alex Kurtzman.

### The Original Series(1966–1969)

O elenco de Star Trek em sua terceira temporada. Da esquerda para a direita: James Doohan, Walter Koenig, DeForest Kelley, Majel Barrett, William Shatner, Nichelle Nichols, Leonard Nimoy e George Takei.

Star Trek, também conhecida como The Original Series ou TOS, estreou na NBC em 8 de setembro de 1966. O programa conta as aventuras da nave estelar USS Enterprise em sua missão de cinco anos "para audaciosamente ir onde nenhum homem jamais esteve". A série possuía em sua elenco William Shatner como o Capitão James T. Kirk, Leonard Nimoy como Spock, DeForest Kelley como Dr. Leonard McCoy, James Doohan como Montgomery Scott, Nichelle Nichols como Uhura, George Takei como Hikaru Sulu e Walter Koenig como Pavel Chekov. Durante sua exibição original, foi indicada várias vezes ao Hugo Award de Melhor Apresentação Dramática e venceu duas vezes: "The Menagerie" e "The City on the Edge of Forever". Depois de três temporadas o programa foi cancelado e seu último episódio foi ao ar em 3 de junho de 1969. Foi, entretanto, extremamente popular entre fãs de ficção científica. Apesar de ter Nielsen Ratings baixos, mais tarde, as técnicas de medição demográficas mostraram que a série era popular para uma audiência altamente lucrativa. A série subsequentemente se tornou popular nas reprises. Originalmente apresentada como Star Trek, recentemente adquiriu o retrônimo de Star Trek: The Original Series, para se diferenciar de suas sequências e da franquia como um todo.

### The Animated Series(1973–1974)
Star Trek: The Animated Series foi produzida pela Filmation e teve duas temporadas de 1973 até 1974. A maior parte do elenco fez a voz de seus personagens da The Original Series, e muitos dos roteiristas originais escreveram episódios para a série. Enquanto o formato animado permitiu que os produtores criassem cenários alienígenas e formas de vida mais exóticas, o reuso de cenas, músicas e também de erros de animação arranharam a reputação da série. Apesar de ter sido sancionada pela Paramount, que se tornou a dona da franquia após a aquisição da Desilu em 1967, Roddenberry forçou a Paramount a parar de considerar a série canônica, mesmo ele estando envolvido na produção. Mesmo assim, elementos da série animada foram usados pelos roteiristas nas séries e filmes seguintes e, desde junho de 2007, The Animated Series foi incluída no website oficial da franquia.
TAS venceu o primeiro Emmy Award de Star Trek em 15 de maio de 1975.

### The Next Generation(1987–1994)
Star Trek: The Next Generation, também conhecida como TNG, se passa aproximadamente um século após a série original. Ela apresenta uma nova nave estelar, a USS Enterprise-D e sua tripulação formada pelo Capitão Jean-Luc Picard (Patrick Stewart), Comandante William T. Riker (Jonathan Frakes), engenheiro chefe Geordi La Forge (LeVar Burton), oficial de segurança Tasha Yar (Denise Crosby), o primeiro klingon a entrar na Frota Estelar Worf (Michael Dorn), médica chefe Dra. Beverly Crusher (Gates McFadden), o androide Data (Brent Spiner) e o filho da Dra. Crusher Wesley Crusher (Wil Wheaton) e a conselheira betazóide Deanna Troi (Marina Sirtis). A série estreou em 28 de setembro de 1987 e teve sete temporadas, terminando em 23 de maio de 1994. Teve os maiores indíces de audiência de qualquer série de Star Trek. Muitas relações e espécies introduzidas em TNG se tornaram as bases de Deep Space Nine e Voyager. Foi indicada ao Primetime Emmy Award de Melhor Série Dramática em sua última temporada.
Na época, não era comum que um programa de drama fosse sindicado em sua exibição original, em vez de ser transmitido por uma grande emissora. No entanto, The Next Generation se destacou como o programa sindicado mais popular de sua era, abrindo caminho para que séries de ficção científica também conquistassem sucesso no mercado de sindicação.

### Deep Space Nine(1993–1999)
Star Trek: Deep Space Nine, ou DS9, se passa nos últimos anos e nos imediatamente seguintes da The Next Generation. Estreou em 3 de janeiro de 1993 teve sete temporadas e terminou em 2 de junho de 1999. Como a TNG, foi ao ar por sindicação. É a única série da franquia a se passar principalmente em uma estação espacial, ao invés de uma nave estelar. Ela se passa na estação cardassiana originalmente conhecida como Terok Nor, que foi renomeada Deep Space 9 pela Federação e colocada perto do planeta Bajor e do único buraco de minhoca estável conhecido, que dá acesso ao distante Quadrante Gama. O programa mostra a vida dos tripulantes da estação, liderados por Benjamin Sisko; interpretado por Avery Brooks; e Kira Nerys; interpretada por Nana Visitor. Elementos recorrentes em suas histórias estavam a repercussão da longa e brutal Ocupação Cardassiana em Bajor, o papel espiritual de Sisko para os bajorianos como Emissário dos Profetas e, em suas últimas temporadas, a guerra contra os Dominion. Deep Space Nine se diferencia das outras séries de Star Trek pelo seu estilo de seriado, conflitos entre a tripulação e temas religiosos; todos temas que foram aplaudidos por críticos e fãs porém foram proibidos por Roddenberry na série original e em The Next Generation. Mesmo assim, ele possuía conhecimento dos planos para DS9 antes de morrer, então esta foi a última série de Star Trek em que ele esteve conectado.

### Voyager(1995–2001)
Star Trek: Voyager teve sete temporadas, indo ao ar de 16 de janeiro de 1995 até 23 de maio de 2001, lançando o canal UPN da Paramount. Apresenta Kate Mulgrew como a Capitã Kathryn Janeway, a primeira mulher oficial comandante em papel principal em uma série de Star Trek. Voyager se passa quase ao mesmo tempo que Deep Space Nine. O episódio piloto mostra a USS Voyager e sua tripulação perseguindo uma nave Maquis (classificados como rebeldes pela Federação). Ambas as naves são jogadas no Quadrante Delta, 70 000 anos-luz da Terra. Com uma viagem de volta estimada em 75 anos, a tripulação das duas naves devem aprender a trabalhar juntas para superar os desafios na longa e perigosa viagem de volta enquanto procuram meios para reduzir o tempo de viagem. Como DS9, as primeiras temporadas de Voyager mostram grandes conflitos entre os membros da tripulação. Tais conflitos surgem, na maioria das vezes, devido ao método de seguir o regulamento dos membros da Frota e os rebeldes fugitivos Maquis, forçados a trabalhar na mesma nave. Eventualmente, eles resolvem suas diferenças. Voyager é isolada dos muitos e familiares aspectos, elementos e espécies da franquia Star Trek, tirando aqueles pertencentes a tripulação. Isso permitiu a criação de várias novas espécies e histórias originais na série. As últimas temporadas, entretanto, abriram um fluxo de personagens e espécies dos programas anteriores, como os Borg, Q, ferengis, romulanos, klingons, cardassianos e alguns membros do elenco de The Next Generation.

### Enterprise(2001–2005)

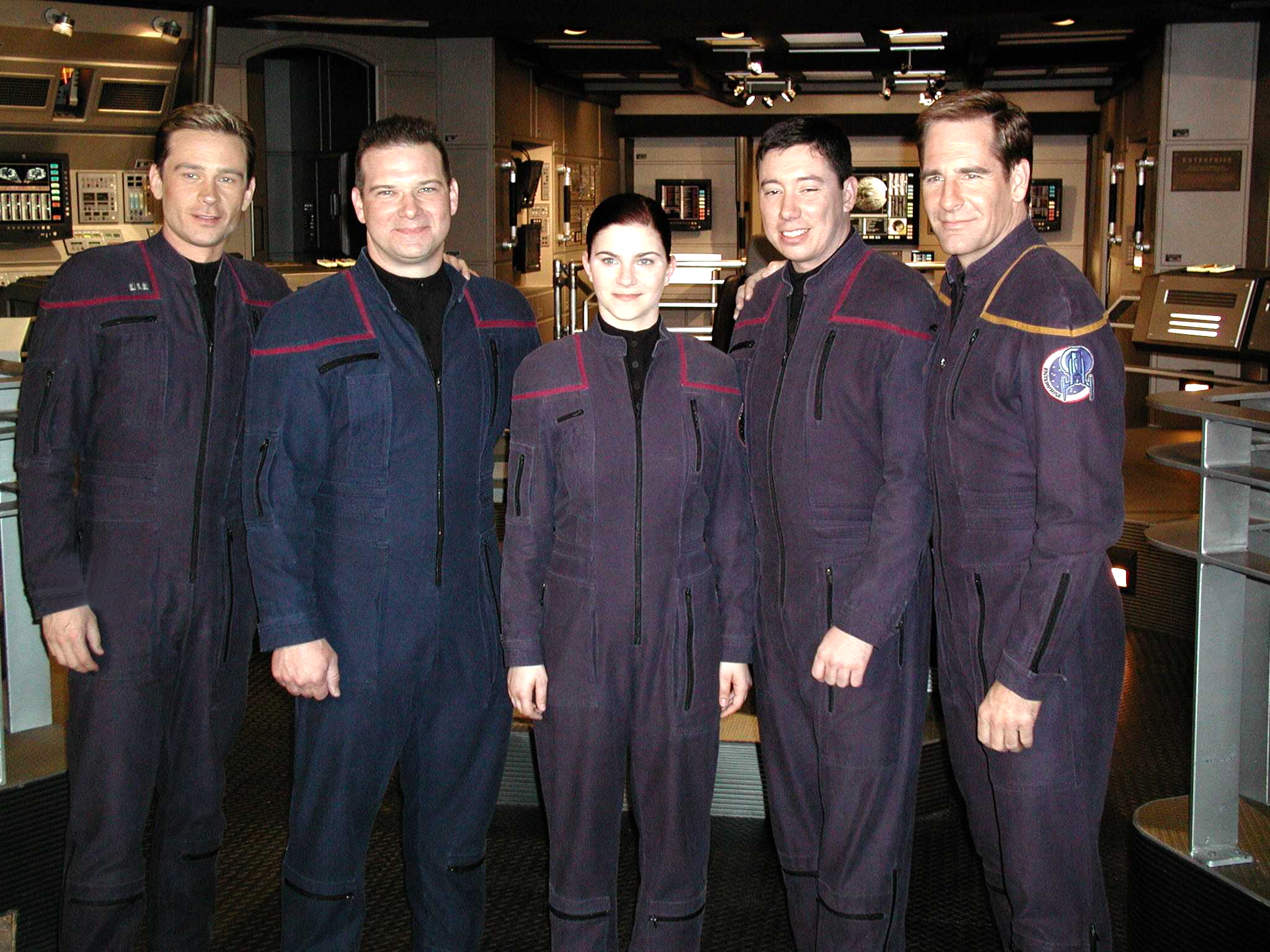
O elenco de Star Trek: Enterprise.

Star Trek: Enterprise, originalmente intitulada de Enterprise, foi ao ar de 26 de setembro de 2001 até 13 de maio de 2005 e é uma prequel da série original, se passando 90 anos depois do voo de dobra de Zefram Cochrane e uma década antes da fundação da Federação. A série mostra como o primeiro contato com um extraterrestre levou os vulcanos a guiar a humanidade na criação da primeira nave de dobra 5, a Enterprise, comandada pelo Capitão Jonathan Archer; interpretado por Scott Bakula; e pela Subcomandante T'Pol; interpretada por Jolene Blalock.
Por suas duas primeiras temporadas, Enterprise era mais episódica como The Original Series, The Next Generation e Voyager. A terceira temporada introduz o arco de história dos xindi, que foi,levado por toda a terceira temporada, trazendo um tom mais sombrio e serializado ao programa, algo que não era visto desde Deep Space Nine. A quarta temporada mostrou as origens de vários elementos comuns em outras séries, além de resolver alguns problemas de continuidade (alguns criados na própria série), mais notavelmente a discrepância entre a aparência dos klingons na série original e nos filmes e séries seguintes. Os arcos de histórias em sua última temporada duravam apenas dois ou três episódios. Os índices de espectadores de Enterprise começaram altos, porém caíram rapidamente, algo que levou ao cancelamento do programa, no meio de sua quarta temporada. O cancelamento de Enterprise encerrou um período de 18 anos de produção ininterrupta de novos episódios de Star Trek, que começou com a The Next Generation em 1987.

### Discovery (2017- Atualmente)
Star Trek: Discovery é uma série de televisão norte-americana criada por Bryan Fuller e Alex Kurtzman, é exibida pela Paramount+ nos Estados Unidos e Canada e pela Netflix no resto do mundo.É a sétima série televisiva da franquia Star Trek, se passando aproximadamente uma década antes dos eventos da série original. Discovery segue as viagens da nave estelar USS Discovery enquanto explora novos mundos e civilizações. Os antagonistas da primeira temporada são os Klingons.

### Short Treks (2018-2019)
Star Trek: Short Treks é uma série de antologia criada por Bryan Fuller e Alex Kurtzman para a CBS All Access. Originou-se como um spinoff de Star Trek: Discovery e consiste de vários curtas que usam lugares e personagens do universo de Star Trek. Os curtas tem entre 10 e 20 minutos de duração.
Depois de assinar um acordo para a expansão da franquia na televisão, Kurtzman anunciou o Short Treks como o primeiro projeto em julho de 2018. Os primeiros quatro episódios foram transmitidos entre outubro de 2018 e janeiro de 2019, entre a primeira e segunda temporadas de Discovery. Os curtas foram, em grande parte, produzidos pelo elenco e membros da equipe de Discovery, incluindo o compositor Jeff Russo que criou uma versão atualizada da música tema e uma trilha sonora original para a série. A gravação ocorreu em Toronto, Canadá, no set de Discovery.

### Picard (2020-2023)
Star Trek: Picard é uma série tendo novamente como protagonista o personagem Jean-Luc Picard de Star Trek: The Next Generation , criada pela Paramount+ como parte da expansão da franquia Star Trek liderada pelo produtor executivo Alex Kurtzman. A série se passa 20 anos após os eventos de Star Trek: Nemesis (2002), seguindo um aposentado Picard afetado pela destruição de Romulus no filme Star Trek.(2009)
Patrick Stewart é um dos produtores executivos e reprisa seu papel como capitão Jean-Luc Picard, que ficou famoso na série Star Trek: The Next Generation . Jonathan Frakes, Brent Spiner, Marina Sirtis, Jeri Ryan, Santiago Cabrera, Michelle Hurd, Evan Evagora, Alison Pill, Harry Treadaway e Isa Briones também participam. Os primeiros rumores sobre a série começaram em junho de 2018, quando Kurtzman começou sua expansão e foi finalmente anunciada em agosto, depois de meses de negociações com Stewart, que anteriormente havia falado que não voltaria para a franquia após Nemesis. A filmagem foi iniciada na Califórnia em abril de 2019, com o título oficial anunciado um mês depois.
Star Trek: Picard estreou em 23 janeiro de 2020, e consiste de três temporadas com 10 episódios cada.

### Lower Decks (2020- Atualmente)
Star Trek: Lower Decks é uma série de animação americana destinada a adultos, criada para Mike McMahan para Paramount+. É parte de uma expansão da franquia Star Trek liderada pelo produtor executivo Alex Kurtzman. É a primeira série animada criada para o All Access e a primeira série animada de Star Trek desde a Star Trek: The Animated Series. O Lower Decks conta a história da tripulação da nave estelar USS Cerritos no ano de 2380. McMahan atua como showrunner da série.
Tawny Newsome, Jack Quaid, Noël Wells e Eugene Cordero dublam os personagens da tripulação da Cerritos, com Dawnn Lewis, Jerry O'Connell, Fred Tatasciore e Gillian Vigman também dando voz à série. A expansão da franquia de Kurtzman começou em junho de 2018, e McMahan foi contratado para a equipe do Lower Decks em outubro daquele ano, quando encomendou-se duas temporadas para série. O trabalho de animação começou em fevereiro seguinte e passou a ocorrer remotamente em março de 2020 devido à pandemia de COVID-19. A primeira temporada de Star Trek: Lower Decks foi lançada no dia 6 de agosto de 2020 e consiste em 10 episódios.

### Prodigy (2021- Atualmente)
Star Trek: Prodigy é uma série animada criada por Kevin e Dan Hageman para a Nickelodeon. É parte da franquia Star Trek e será lançada em 2021 como parte da expansão da franquia operada por Alex Kurtzman. Prodigy segue um grupo de adolescentes que usam uma astronave abandonada em busca de aventura.

### Strange New Worlds (2022- Atualmente)
Star Trek: Strange New Worlds é uma série estadunidense criada por Akiva Goldsman, Alex Kurtzman e Jenny Lumet para para o serviço de streaming Paramount+.  É a décima primeira série de Star Trek e foi lançada em 2022 como parte do universo expandido de Star Trek de Kurtzman. Um spin-off de Star Trek: Discovery, segue o capitão Christopher Pike e a tripulação da nave estelar USS Enterprise enquanto exploram novos mundos em toda a galáxia durante a década anterior a Star Trek: The Original Series.

## Filmes
A série de filmes de Star Trek é o braço cinematográfico da franquia Star Trek. A Paramount Pictures começou a trabalhar em um filme de Star Trek em 1975 depois de vários pedidos do criador da série, Gene Roddenberry. O estúdio descartou o projeto dois anos depois à favor de uma nova série de televisão, Star Trek: Phase II, com o elenco original. Entretanto, depois do enorme sucesso de Star Wars e Close Encounters of the Third Kind, a Paramount mudou de ideia novamente, cancelando a produção da série e adaptando seu episódio piloto no filme de 1979 Star Trek: The Motion Picture. Outros cinco filmes estrelando o elenco original se seguiram. O elenco da série spin-off Star Trek: The Next Generation estrelaram em outros quatro filmes. Um reinício e prequela da série de televisão original, intitulado simplesmente Star Trek, foi lançado em 2009. O 14° filme da saga, intitulado Star Trek 4, teria seu lançamento em 22 de dezembro de 2023. No entanto, com a saída de Matt Shakman, responsável pela direção do filme, o longa-metragem tem data indefinida para o seu lançamento.
| Número | Título                                 | Diretor         | Lançamento             |
| ------ | -------------------------------------- | --------------- | ---------------------- |
| 1      | Star Trek: The Motion Picture          | Robert Wise     | 7 de dezembro de 1979  |
| 2      | Star Trek II: The Wrath of Khan        | Nicholas Meyer  | 4 de junho de 1982     |
| 3      | Star Trek III: The Search for Spock    | Leonard Nimoy   | 1 de junho de 1984     |
| 4      | Star Trek IV: The Voyage Home          | Leonard Nimoy   | 26 de novembro de 1986 |
| 5      | Star Trek V: The Final Frontier        | William Shatner | 9 de junho de 1989     |
| 6      | Star Trek VI: The Undiscovered Country | Nicholas Meyer  | 6 de dezembro de 1991  |
| 7      | Star Trek Generations                  | David Carson    | 18 de novembro de 1994 |
| 8      | Star Trek: First Contact               | Jonathan Frakes | 22 de novembro de 1996 |
| 9      | Star Trek: Insurrection                | Jonathan Frakes | 11 de dezembro de 1998 |
| 10     | Star Trek Nemesis                      | Stuart Baird    | 13 de dezembro de 2002 |
| 11     | Star Trek                              | J. J. Abrams    | 8 de maio de 2009      |
| 12     | Star Trek Into Darkness                | J. J. Abrams    | 17 de maio de 2013     |
| 13     | Star Trek Beyond                       | Justin Lin      | 22 de julho de 2016    |
| 14     | Star Trek 4                            | Noah Hawley     | 22 de dezembro de 2023 |

## Outros produtos

### Livros

Insígnia de comando da Frota Estelar

Desde 1967, centenas de livros originais, contos e adaptações das séries de televisão e filmes foram publicados. O primeiro livro original de Star Trek a ser publicado foi Mission to Horatius, de Mack Reynolds, que foi publicado pela Whitman Books em 1968.
A primeira editora a publicar romances de Star Trek para os leitores adultos foi a Bantam Books. Em 1970, James Blish escreveu o primeiro romance original de Star Trek a ser publicado pela Bantam, Spock Must Die!. A Pocket Books é a atual editora dos romances de Star Trek.
Autores prolíficos de Star Trek incluem Peter David, Diane Carey, Keith R. A. DeCandido, J. M. Dillard, Diane Duane, Michael Jan Friedman e Judith e Garfield Reeves-Stevens. Vários atores e roteiristas das série de televisão já escreveram livros: William Shatner, John de Lancie, Andrew J. Robinson, J. G. Hertzler e Armin Shimerman já escreveram, ou co-escreveram, romances contendo seus respectivos personagens. A produtora Jeri Taylor já escreveu dois romances contendo os personagens de Voyager antes da própria série, e os roteiristas David Gerrold, D. C. Fontana e Melinda Sondgrass já poliram alguns livros.

### Quadrinhos
Histórias em quadrinhos baseadas em Star Trek têm sido publicadas quase continuamente desde 1967 por várias companhias. As editoras incluem a Marvel Comics, DC Comics, Malibu Comics, WildStorm e Gold Key Comics. A Tokyopop está atualmente publicando uma antologia baseada em histórias de The Next Generation apresentadas no estilo do mangá japonês. Em 2006, a IDW Publishing adquiriu os direitos de publicação dos quadrinhos de Star Trek.

### Jogos
A franquia Star Trek possui vários jogos em muitos formatos diferentes. Começando em 1967 com um jogo de tabuleiro baseado na série original e continuando até o presente com jogos online e em DVD, jogos de Star Trek continuam a ser populares entre os fãs. Os jogos eletrônicos mais recentes da série são Star Trek: Legacy e Star Trek: Conquest. Um MMORPG baseado em Star Trek, chamado Star Trek: Online, é desenvolvido pela Cryptic Studios e publicado pela Atari. Ele se passa aproximadamente 30 anos após os eventos de Star Trek Nemesis, e não na realidade alternativa criada em Star Trek, apesar dele levar em conta eventos contados no filme e nos quadrinhos prequela.

## Impacto cultural

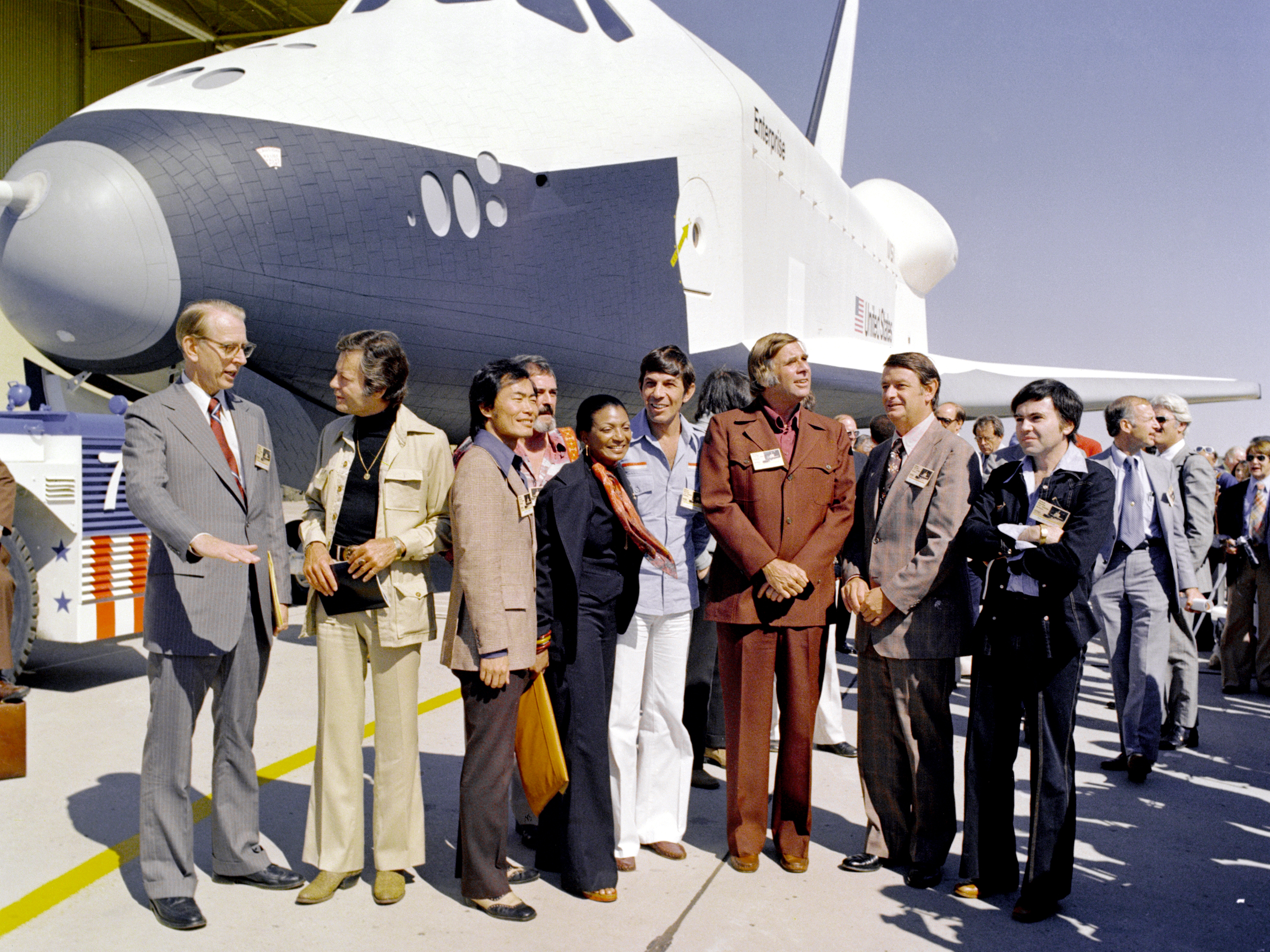
Gene Roddenberry junto com os membros do elenco de Star Trek no lançamento do ônibus espacial Enterprise.

A franquia Star Trek é uma industria multi-bilionária, propriedade da ViacomCBS. Gene Roddenberry vendeu Star Trek para a NBC como um drama de aventura que se passava no espaço. A fala de abertura, "audaciosamente indo aonde nenhum homem jamais esteve", foi tirada quase integralmente de um folheto da Casa Branca, produzido após o lançamento da sonda Sputnik 1, em 1957. O trio principal; Kirk, Spock e McCoy; foi moldado conforme padrões mitológicos.
Star Trek e seus spin-offs provaram ser muito populares na sindicação e hoje são exibidos em todo o mundo. O impacto cultural do programa vai além de sua longevidade e profitabilidade. Convenções de Star Trek se tornaram muito populares. Alguns fãs cunharam o termo "Trekkie" para descrever eles mesmos. Porém, outros preferem "Trekker". Uma subcultura inteira foi criada ao redor do programa, algo mostrado nos documentários Trekkies (1997) e Trekkies 2 (2004).
A franquia antecipou muitos dos aparelhos e da tecnologia usada atualmente, incluindo o Tablet PC, o PDA e os celulares. Várias de suas frases entraram no vocabulário popular. Em 1976, após uma campanha de cartas, a NASA nomeou seu ônibus espacial protótipo de Enterprise. Anos mais tarde, a sequência de créditos iniciais de Star trek: Enterprise iria incluir cenas do ônibus espacial.
Além das inovações tecnológicas de Star Trek, uma de suas maiores e mais significantes contribuições para a história da televisão foi seu elenco multirracial e multicultural. Isso se tornou comum na televisão a partir da década de 1980, porém nos anos 1960 isso era algo controverso e arriscado. Na ponte da Enterprise havia um piloto japonês, um navegador russo, uma oficial de comunicações negra, um engenheiro escocês e um primeiro oficial alienígena. Também, controverso na época, foi o primeiro beijo interracial planejado da história da televisão americana, entre Kirk e Uhura no episódio "Plato's Stepchildren".

## Prêmios e honrarias

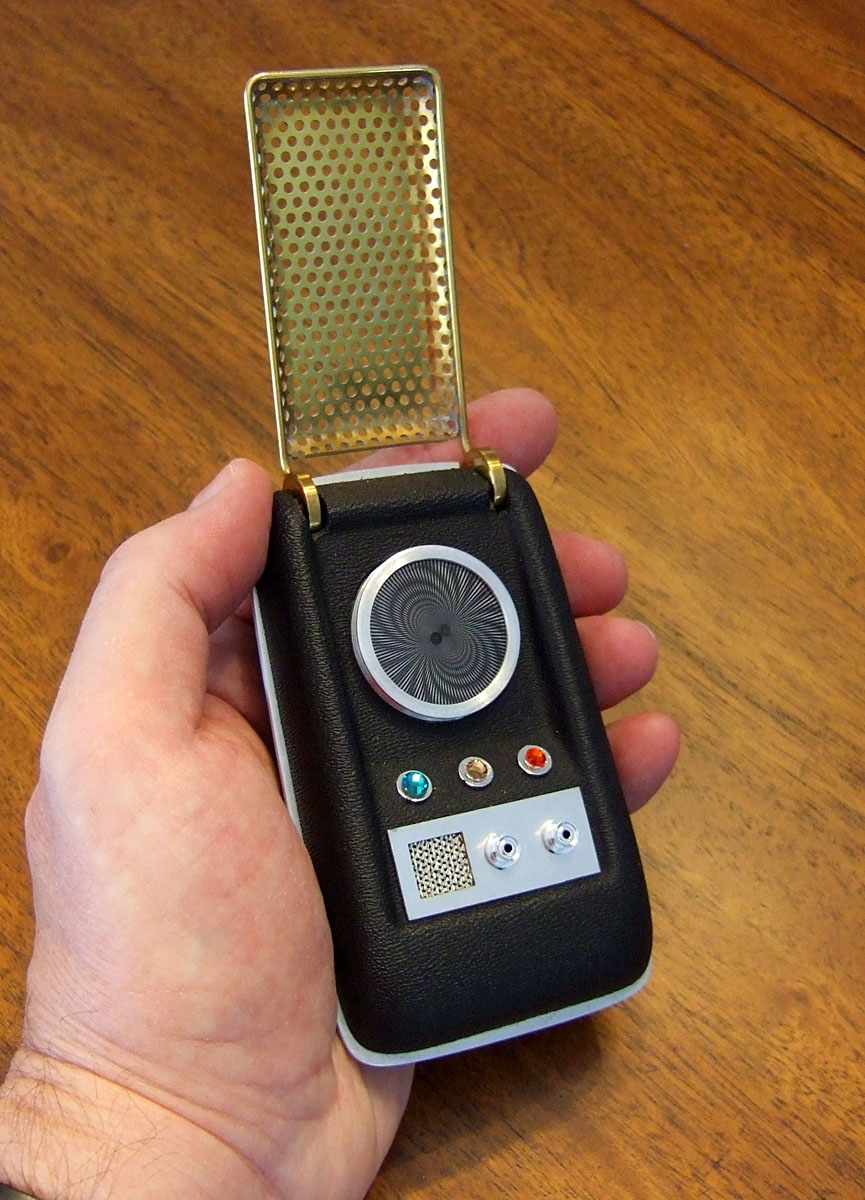
Réplica do comunicador utilizado pelos personagens de Star Trek TOS

Dos vários prêmios de ficção científica dados ao drama, apenas o Hugo Award existia na época da série original. Apesar do Hugo premiar principalmente trabalhos de ficção científica da mídia impressa, seu prêmio de "melhor drama" é geralmente dado a filmes ou séries de televisão. O Hugo não entrega prêmios de melhor, diretor e outros aspectos de produção. Antes de 2002, filmes e programas de televisão competiam pelo mesmo Hugo, antes de o prêmio ser dividido em drama curto e drama longo. Em 1968, todos os cinco indicados para o Hugo de melhor apresentação dramática eram episódios de Star Trek, como três dos cinco indicados em 1967 (os outros dois eram os filmes Fahrenheit 451 e Fantastic Voyage). As únicas séries de Star Trek a nunca serem indicadas ao Hugo foram a The Animated Series e Voyager, apesar de apenas a original e a The Next Generation terem vencido. Nenhum filme de Star Trek já venceu o Hugo, apesar de alguns terem sido indicados.
O prestigiado Saturn Award não exisitia na época de exibição da série original. Diferentemente do Hugo, o Saturn entrega prêmios de melhor ator, diretor, efeitos especiais e música, e também diferentemente do Hugo (até 2002), filmes e programas de televisão nunca competem entre si. As duas séries de Star Trek a vencerem múltiplos Saturn durante suas exibições foram a The Next Generation (duas vezes por melhor série de televisão) e Voyager (duas vezes por melhor atriz—Kate Mulgrew e Jeri Ryan. A série original ganhou um Saturn Award por melhor lançamento em DVD. Vários filmes de Star Trek já venceram o Saturn, incluindo nas categorias de melhor filme, melhor ator, atriz, diretor, figurino e efeitos visuais. Todavia, Star Trek nunca ganhou um Saturn Award de melhor maquiagem.
Para prêmios não específicos de ficção científica, as séries de Star Trek já venceram 31 Primetime Emmy Awards. O décimo primeiro filme da franquia, Star Trek, venceu o Oscar de melhor maquiagem em 2010, o primeiro filme da franquia a vencer um Oscar.